# Tyrone House
Tyrone House er ruinen af en herregård i County Galway, Irland. Den blev opført i 1770'erne på et næs i udmundingen af floden Kilcolgan omkring 3 km fre landsbyen Kilcolgan.
Huset blev ødlagt af af den lokale enhed af Irish Republican Army (IRA) under Den irske uafhængighedskrig.